# 小行星16234
小行星16234（16234 Bosse）是一颗绕太阳运转的小行星，为主小行星带小行星。该小行星于2000年3月29日发现。

## 轨道参数
小行星16234的轨道半长轴为2.3530991 UA，离心率为0.134。